# Prodigieuses
Pour plus de détails, voir Fiche technique et Distribution.
Prodigieuses est un film français réalisé par Frédéric et Valentin Potier, sorti en 2024. Il s'agit du premier long métrage des réalisateurs, inspiré de l'histoire vraie des jumelles Audrey et Diane Pleynet,.
Il est présenté au Festival du film francophone d'Angoulême, en août 2024.

## Fiche technique
Sauf indication contraire, les informations mentionnées dans cette section peuvent être confirmées par la base de données cinématographiques Unifrance,  présente dans la section « Liens externes ».
- Titre original : Prodigieuses
- Titre de travail : La Pianiste à quatre mains[4]
- Réalisation : Frédéric et Valentin Potier
- Scénario : Sabine Dabadie, Frédéric Potier et Valentin Potier, avec la collaboration de Claire Lemaréchal, d'après l'histoire vraie des jumelles Audrey et Diane Pleynet[2]
- Musique : Dan Levy
- Décors : Anna Brun
- Costumes : Floriane Gaudin
- Photographie : Danny Elsen
- Son : Nicolas Provost et Serge Rouquairol
- Montage : Sylvie Landra
- Production : Éric Jehelmann, Marc du Pontavice et Philippe Rousselet
- Sociétés de production : Jerico et One World Films, en coproduction avec Apollo Films, France 3 Cinéma et Studiocanal (France), ainsi que Beside Productions (Belgique)
- Sociétés de distribution : Apollo Films et Studiocanal (France) ; A-Z Films (Québec)
- Pays de production :   France
- Langue originale : français
- Format : couleur — Scope[5] — son 5.1
- Genre : biographie, drame, musical
- Durée : 107 minutes
- Dates de sortie :
  - France : 31 août 2024 (Festival du film francophone d'Angoulême)[6] ; 20 novembre 2024 (sortie nationale)
  - Québec : 10 janvier 2025

## Distribution
- Camille Razat : Claire Vallois
- Mélanie Robert : Jeanne Vallois
- Franck Dubosc : Serge Vallois
- Isabelle Carré : Catherine Vallois
- August Wittgenstein : Klaus Lenhardt
- Elisa Doughty : Frau Fischer
- Thomas Landbo : Eivind Rinne
- Lennart Betzgen : Daniel
- Lola Aubrière : Lorena
- Meledeen Yacoubi : Jimmy
- François Le Liepvre : Recteur
- Nina Mazodier : Britt

## Production

### Développement
Selon Capital en mai 2022, Thomas Langmann, producteur de La Petite Reine, a acquis, en 2018, les droits du film, à l'origine intitulé La Pianiste à quatre mains, de Frédéric et Valentin Potier, en tant que scénaristes et réalisateurs, avec l'actrice Mélanie Robert dans l'un des rôles principaux, et les a aussitôt rendu aux propriétaires en raison d'insuffisance budgétaire à la suite de la mise en procédure de sauvegarde de ses sociétés. En septembre 2021, ces droits sont rachetés par Marc du Pontavice pour la société One World Films.
Le titre change en Prodigieuses, premier long métrage de Frédéric et Valentin Potier, tiré de l’histoire des sœurs Pleynet, qui est coproduit par Jerico Films, et sera distribué en salle par Apollo Films et Orange Studio.

### Attribution des rôles
Mi-février 2023, Franck Dubosc et Isabelle Carré se sont révélés pour partager l'affiche du film.

### Tournage
Le tournage a lieu entre le 6 mars et le 3 mai 2023 à Paris et en région parisienne. 
La Maison internationale de la Cité internationale universitaire de Paris sert de décor pour représenter la dite grande école de musique de Karlsruhe du film[réf. nécessaire].

## Accueil

### Festival et sortie
Prodigieuses est sélectionné dans la section « Les Avants-premières » du Festival du film francophone d'Angoulême, où il est en avant-première mondiale projeté dans la soirée du 31 août 2024 au CGR Cinémas. Il est également projeté dans l'après-midi du 15 septembre 2024 au Festival du film français d'Helvétie, en Suisse alémanique.
Apollo Films distribue son film, le 27 novembre 2024, dans les salles obscures, avant qu'il ne sorte finalement une semaine plus tôt.